# 웨딩 케이크

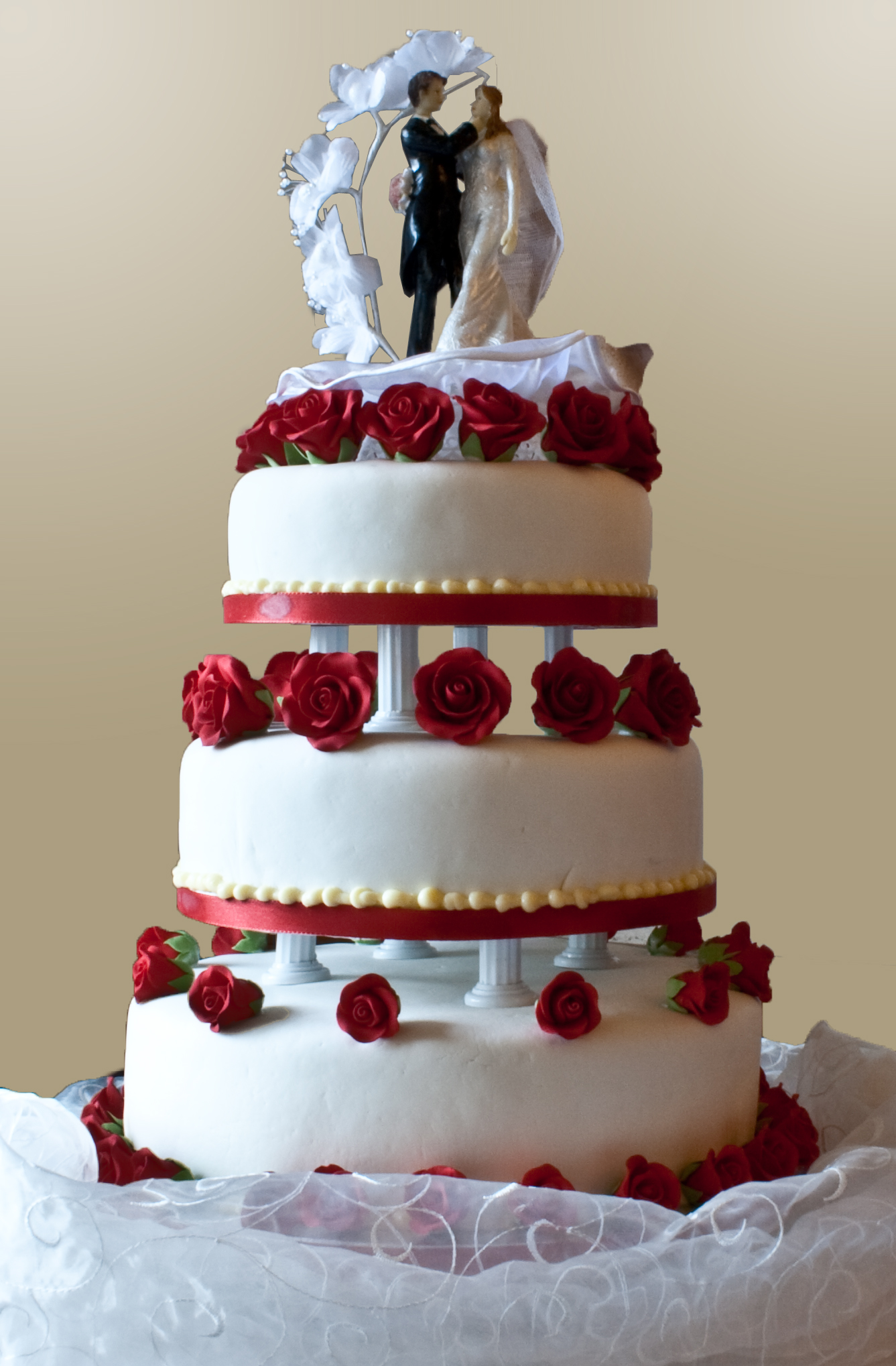
웨딩 케이크

웨딩 케이크(wedding cake)는 결혼식에 사용하는 크고 화려한 케이크이다. 신랑과 신부가 함께 자른다. 웨딩케이크는 여러 층으로 이루어져 있다.

## 같이 보기
- 웨딩드레스